# Hic Rhodus, hic salta

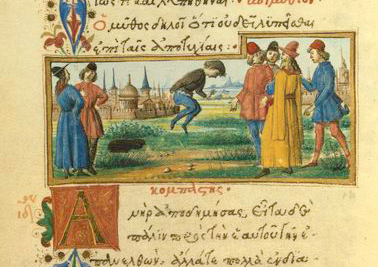
1480年代《伊索寓言》美第奇版手抄本中寓言《吹牛的运动员》的插图。

" Hic Rhodus, hic salta "（希腊文:" "，汉语直译:"这里是罗德岛，就在这里跳吧！"）是一句拉丁文谚语，源自《伊索寓言》里的寓言《吹牛的运动员》:
有个参加五项竞技的运动员，每次比赛都缺乏勇气，常常受到同胞们的指责，只得离开本乡。过了一段时间，他回来了，吹嘘说，他在别的城市多次参加比赛，如何英勇，在罗得岛他跳得如何远，没有一个奥林匹克选手比得上他。他说，当时在场的人只要来到这里，都能为他作证。这时，有个人从旁对他说道：“朋友，如果是真的，你就不需要什么见证人；这里就是罗得岛，你跳吧！”——《伊索寓言》(罗念生译)
该谚语所传达的意思同“事實勝於雄辯”相近，即“如果你有什么主张，那就立即以实际行动而非多余言论来证明自己。”

## 使用历史
伊拉斯谟在他编撰的《箴言录》(最早于1500年出版)里收录这句话 ，并将其译为“hic rhodus, hic saltus”。由此，该谚语逐渐演变成德文谚语。
19世纪初期，黑格尔在编写《法哲学原理》一书的序言时用希腊文和拉丁文引用了这句谚语，以表达自己的哲学观点:

Hic Rhodus,hic saltus.

〔这里是罗陀斯，就在这里跳罢。〕

哲学的任务在于理解存在的东西，因为存在的东西就是理性。就个人来说，每个人都是他那时代的产儿。哲学也是这样，它是被把握在思想中的它的时代。妄想一种哲学可以超出它那个时代，这与妄想个人可以跳出他的时代，跳出罗陀斯岛，是同样愚蠢的。如果它的理论确实超越时代，而建设一个如其所应然的世界，那么这种世界诚然是存在的，但只存在于他的私见中，私见是一种不结实的要素，在其中人们可以随意想象任何东西。上述成语稍微变更一下就成为

Hier ist die Rose，hier tanze.

〔这里有蔷薇，就在这里跳舞罢 〕——格奥尔格·黑格尔，法哲学原理的序言
不过从上文可见，黑格尔并未沿用该谚语的原意，而是将其解读为:“跳越罗德岛”，并以此来比喻跳出现有世界和时代同跳越罗德岛一样愚蠢。此外，黑格尔之所以将该谚语通过文字游戏的手段改写为:“这里有玫瑰花，就在这里跳舞吧！”是基于如下原因：

1. 希腊文中，罗德岛的名字源于波塞冬的女儿罗得（Ῥόδος），而罗得的名字又源于玫瑰（ῥόδον）(玫瑰也是罗得的象征物)一词。玫瑰和罗得这两个词为读音、释义相近的双关语。

2. 拉丁语中的“salto”（跳动，跳舞）和“saltus”（跳跃）都源自“salio”（跳）一词。

而黑格尔便透过这句话告知读者:哲学家的任务是于现世中发现理性然后欢跃，而不是乌托邦降临后才欢跃。
马克思受黑格尔的影响，在《路易·波拿巴的雾月十八日》中引述了原谚语以及黑格尔改编过的谚语，以呼吁读者积极投身至现有的无产阶级革命中去：

资产阶级革命，例如十八世纪的革命，总是突飞猛进，接连不断地取得胜利的；革命的戏剧效果一个胜似一个，人和事物好像是被五色缤纷的火光所照耀，每天都充满极乐狂欢；然而这种革命为时短暂，很快就达到自己的顶点，而社会在还未清醒地领略其疾风暴雨时期的成果之前，一直是沉溺于长期的酒醉状态。相反地，像十九世纪的革命这样的无产阶级革命，则经常自己批判自己，往往在前进中停下脚步，返回到仿佛已经完成的事情上去，以便重新开始把这些事情再作一遍；它们十分无情地嘲笑自己的初次企图的不彻底性、弱点和不适当的地方；它们把敌人打倒在地上，好像只是为了要让敌人从土地里吸取新的力量并且更加强壮地在它们前面挺立起来一样；它们在自己无限宏伟的目标面前，再三往后退却，一直到形成无路可退的情况时为止，那时生活本身会大声喊道：

Hic　Rhodus，hic　salta！
这里有玫瑰花，就在这里跳舞吧！
——卡尔·马克思，路易·波拿巴的雾月十八日